# 福島県道223号塔寺停車場線
福島県道223号塔寺停車場線（ふくしまけんどう223ごう とうでらていしゃじょうせん）は、福島県河沼郡会津坂下町にある一般県道である。

## 路線概要
- 起点：河沼郡会津坂下町大字気多宮字若林866-2（JR只見線 塔寺駅前）
- 終点：河沼郡会津坂下町大字気多宮字若林829-3
- 総延長：229 m[1]
  - 実延長：総延長に同じ
- 路線認定年月日：1959年8月31日[2]

## 通過する自治体
- 河沼郡会津坂下町

## 接続・交差する道路
- 国道49号（国道252号重用区間）（気多宮字若林〈塔寺駅入口交差点〉終点）

## 沿線
- 塔寺駅